# Petrolul Moinești
ASF Petrolul Moinești ist ein rumänischer Fußballverein aus Moinești, Kreis Bacău. Er wurde im Jahr 1948 gegründet und spielte insgesamt neun Jahre in der zweithöchsten rumänischen Fußballliga, der Divizia B. In der Saison 2003/04 erreichte er das Achtelfinale um den rumänischen Pokal.

## Geschichte
Petrolul Moinești wurde im Jahr 1948 gegründet und hat seinen Namen aufgrund der Erdölförderung in der Region Moinești. Im Jahr 1950 wurde der Name in Flacăra Moinești (deutsch Flamme) geändert. In der Saison 1956 spielte der Klub erstmals in der Divizia C. Über den Namen Energia Moinești (1957) nahm er im Jahr 1958 wieder den Namen Petrolul Moinești an. Nachdem der Spielbetrieb der Divizia C im Jahr 1959 eingestellt worden war, spielte Petrolul wieder in den regionalen Ligen, ehe der Klub 1963 in die Divizia C zurückkehrte. Dort platzierte sich die Mannschaft – abgesehen von der Saison 1965/66 – im Mittelfeld der Tabelle. In der Saison 1971/72 gewann der Verein seine Staffel, scheiterte in den Aufstiegsspielen aber an Delta Tulcea. Als ein Jahr später die Divizia B von zwei auf drei Staffeln aufgestockt wurde, gelang Petrolul als Zweitplatzierter hinter Viitorul Vaslui erstmals der Sprung in die zweite rumänische Liga. Der Klub musste jedoch postwendend am Ende der Saison 1973/74 wieder absteigen.
In den Spielzeiten 1974/75 und 1975/76 verpasste Petrolul hinter Viitorul Vaslui bzw. Relonul Sävinesti den Wiederaufstieg. Die Mannschaft fiel in den folgenden Jahren ins Mittelfeld der Divizia C zurück und erzielte in der Saison 1980/81 mit dem 13. Platz ihr schlechtestes Ergebnis. Auch in den anschließenden Jahren hatte Petrolul weder mit dem Auf- noch mit dem Abstieg zu tun. Die Saison 1991/92 schloss der Verein auf dem 9. Platz ab, musste aufgrund einer Ligenreform dennoch in die Divizia D absteigen.
Ein Jahr später kehrte der Klub in die Divizia C zurück und beendete die Saison 1993/94 auf dem zweiten Platz hinter Cetatea Târgu Neamț. Nach einem sechsten Platz 1994/95 belegte Petrolul am Ende der Saison 1995/96 den ersten Platz und stieg in die Divizia B auf. Dort gelang durch einen fünften Platz in der Saison 1996/97 erstmals der Klassenerhalt. Auch die darauf folgende Spielzeit schloss der Klub im vorderen Mittelfeld ab. Danach rutschte er wieder in die Abstiegszone und musste am Ende der Saison 1999/2000 wieder den Gang in die Divizia C antreten. Petrolul gelang der sofortige Wiederaufstieg, der vom erneuten Abstieg 2002 gefolgt wurde. Erneut kehrte der Klub postwendend in die Divizia B zurück. Die Spielzeit 2003/04 wurde die erfolgreichste der Vereinsgeschichte. Neben einem vierten Platz in der Staffel 1 hinter Politehnica Iași, FC Vaslui und Dacia Unirea Brăila erreichte der Verein nach einem Sieg gegen Erstligist FC Brașov das Achtelfinale um den rumänischen Pokal, schied dort aber gegen den FC Argeș Pitești mit 0:1 aus.
Auch die Saison 2004/05 konnte Petrolul im vorderen Mittelfeld beenden, musste jedoch ein Jahr später in die Liga III absteigen. Dort wurde der Klub in der Saison 2006/07 in die Liga IV durchgereicht.

## Erfolge
- Aufstieg in die Divizia B: 1973, 1996, 2001, 2003
- Achtelfinale um den rumänischen Pokal: 2004